# Chemin de fer de Talyllyn
Le chemin de fer de Talyllyn (gallois : Rheilffordd Talyllyn) est un chemin de fer touristique du pays de Galles. Sa ligne parcourt 11,67 kilomètres de Tywyn sur la côte des Galles centrales à Nant Gwernol près du village d'Abergynolwyn (en).

## Histoire
La ligne a été ouverte en 1866 pour transporter de l'ardoise depuis les carrières de Bryneglwys vers Tywyn.
En dépit d'un sous-investissement, la ligne est restée ouverte, et en 1951 elle est devenue le premier chemin de fer touristique au monde à être entretenu par des bénévoles. Depuis, cette ligne est devenue une attraction touristique locale.